# بودروم
بودروم یا بُدروم (به ترکی استانبولی: Bodrum) (به یونانی: Halicarnassus) شهری است در کشور ترکیه که در استان موغله واقع شده‌است. جمعیت این شهر بر اساس سرشماری سال ۲۰۰۸ میلادی ۳۰٬۶۸۸ نفر و بر اساس برآوردهای سال ۲۰۱۳ میلادی ۳۶٬۴۰۱ نفر است. بدروم دارای یک فرودگاه بین المللی بسیار مجهز است و همچنین با شهر ازمیر که سومین شهر بزرگ ترکیه است ۲۵۰ کیلومتر فاصله دارد .

## جاذبه‌های گردشگری
- آرامگاه هالیکارناسوس از عجایب هفتگانه دنیای باستان
- دروازه میندوس از دوره هخامنشی
- قلعه بدروم و موزه باستان‌شناسی زیر آب
- آمفی تئاتر هالیکارناسوس

## شهرهای خواهر خوانده
- پلون, بلغارستان
- هاسکوفو، بلغارستان
- مملكة السويد        مالمو
- پریزرن، کوزوو[۶]
- اسکی‌شهر، ترکیه[۷]
- واکایاما, ژاپن[۸]

## نگارخانه

آثار باستانی بودروم
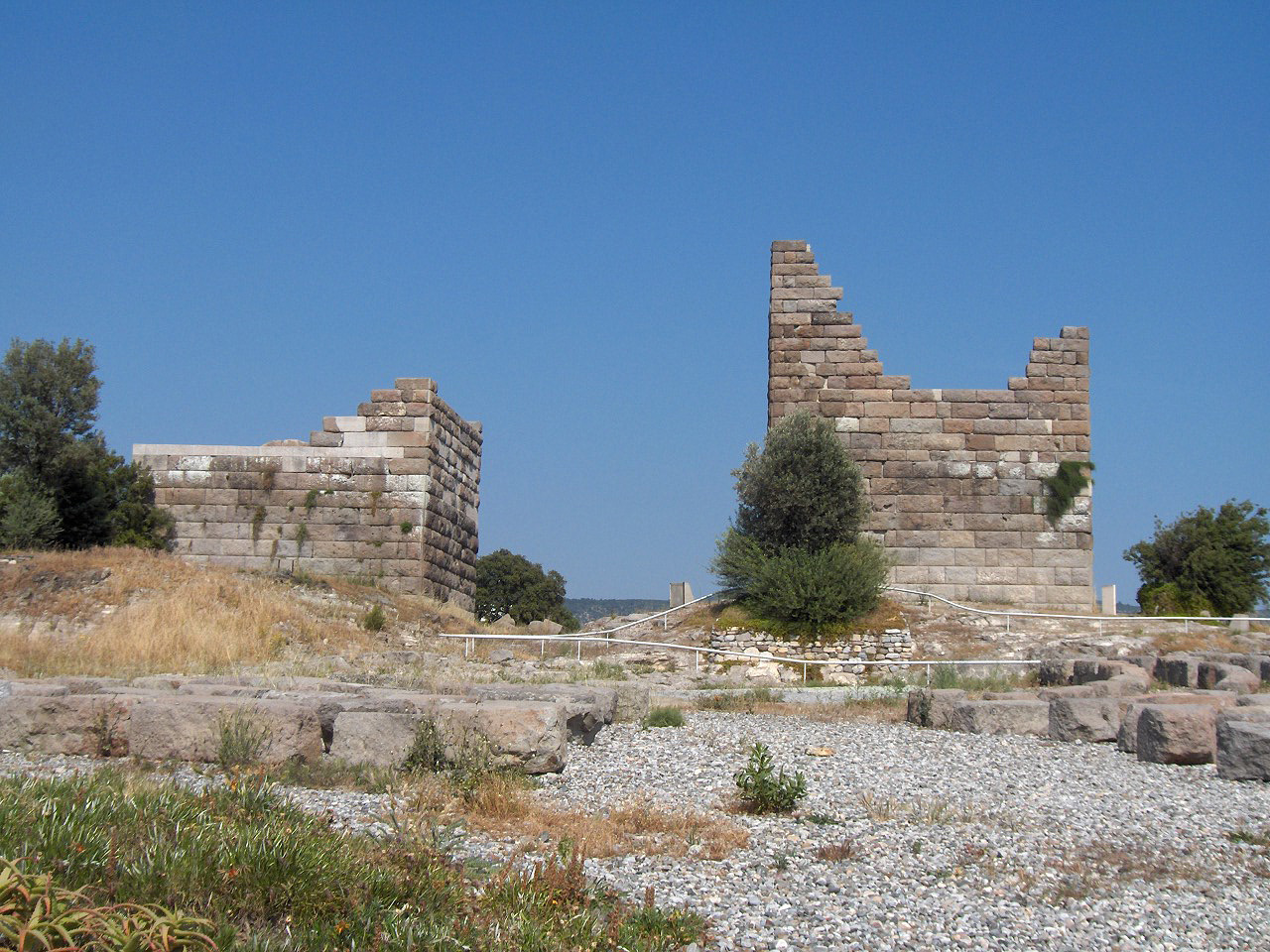
دروازهٔ میندوس
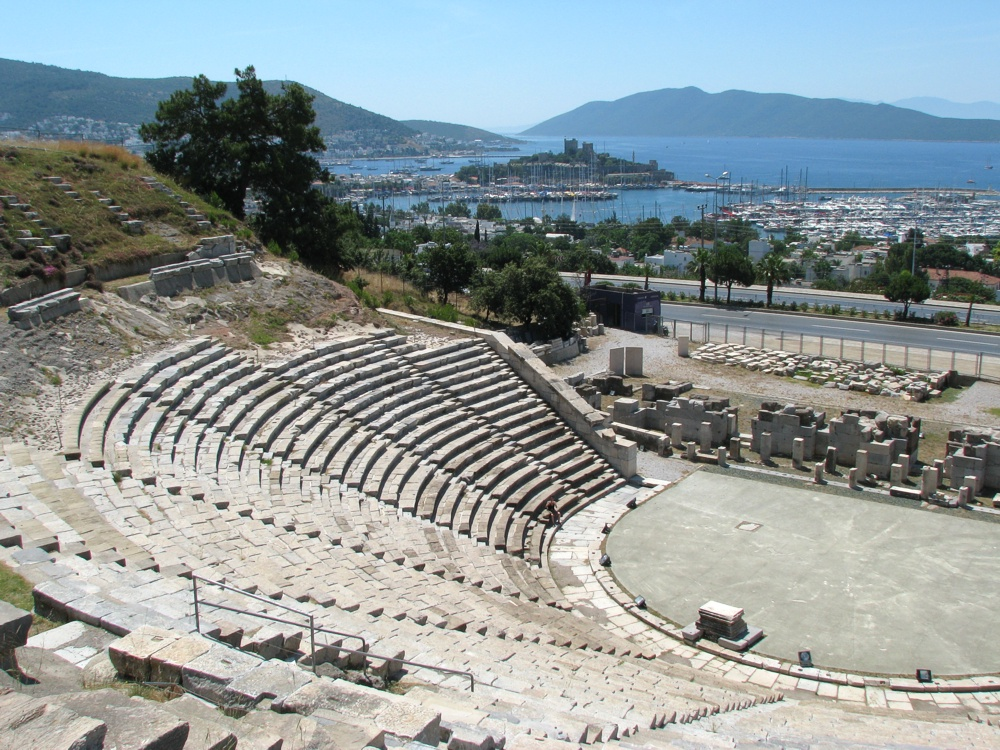
آمفی‌تئاتر هالیکارناس
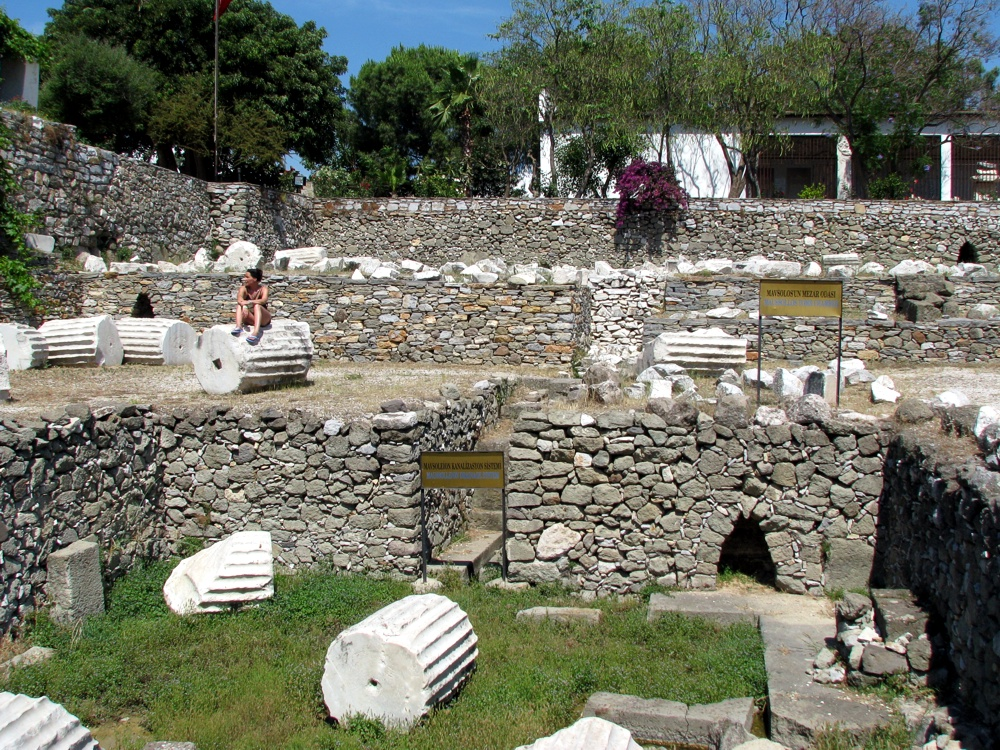
آرامگاه مائوزولوس در هالیکارناس
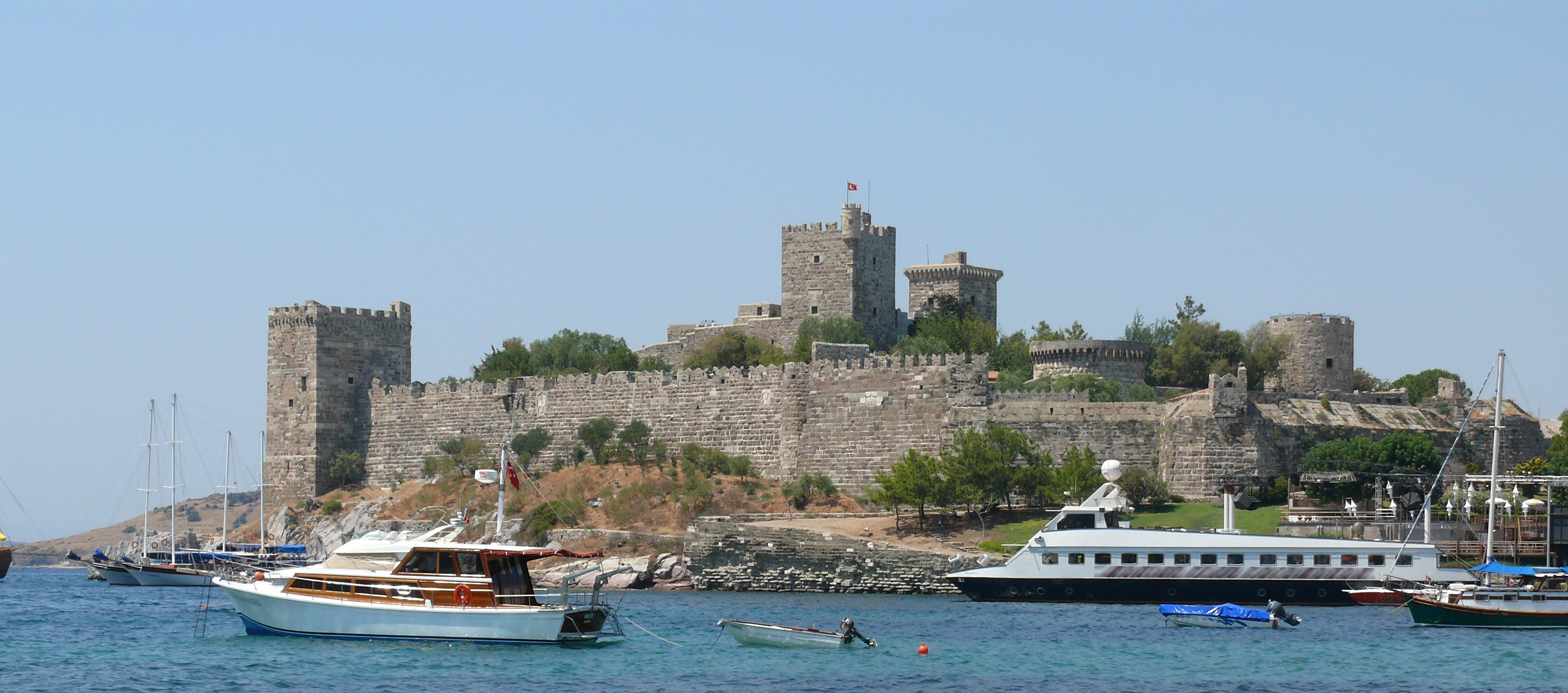
قلعهٔ بودروم و موزهٔ باستان‌شناسی زیر آب